# SC Miercurea Ciuc II
Sport Club Miercurea Ciuc II (SC Csíkszereda II în maghiară) este un club de hochei pe gheață din Miercurea Ciuc, România care evolueaza in Liga Națională de hochei.